# Romeo Neri

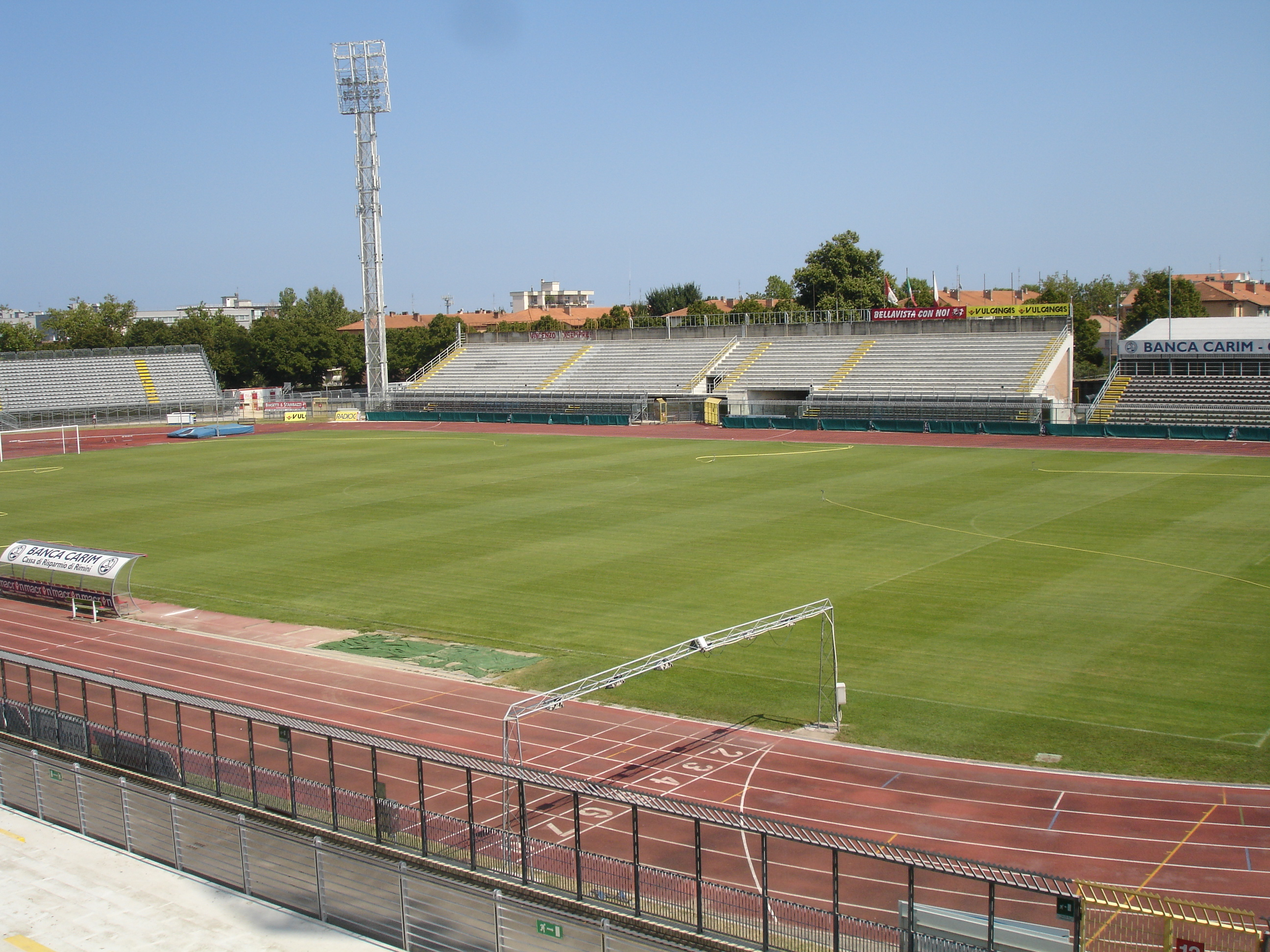
Estadio Romeo Neri, erigido en la ciudad natal del gimnasta en su honor, Rímini, Italia.

Romeo Neri —26 de marzo de 1903 – 23 de septiembre de 1961— fue un gimnasta italiano originario de Rímini. Como campeón olímpico obtuvo una medalla plateada en los Juegos Olímpicos de Ámsterdam 1928; y ganó tres medallas de oro en los Juegos Olímpicos de Los Ángeles en 1932, consagrándose como el deportista más exitoso de esos juegos junto con la nadadora estadounidense Helene Madison. En 1934 participó del décimo Campeonato Mundial de Gimnasia con sede en Budapest y obtuvo una medalla de plata y una de bronce.

## Carrera profesional
En sus inicios incursionó en natación, halterofilia, boxeo y atletismo, pero se especializó en gimnasia artística masculina de la mano de su entrenador Alberto Braglia. Sus apariciones se resumen en tres Juegos Olímpicos: Ámsterdam 1928 en siete disciplinas, con una medalla de plata en barra fija y dos cuartos lugares en competición general individual y anillas; Los Ángeles 1932 en cuatro disciplinas y tres medallas de oro, siendo esta su mejor presentación; y Berlín 1936 en cinco disciplinas y sin medalla alguna. En esta última edición de los juegos, sólo calificó en la categoría de competición general individual y grupal, ya que debido a un dolor en su brazo se retiró luego de realizar algunos ejercicios.
Neri se retiró debido al estallido de la Segunda Guerra Mundial en 1939. Luego retornaría a las actividades deportivas como entrenador de la selección nacional italiana de gimnasia, delegación que se presentó en los juegos de Helsinki 1952. Fue a su vez entrenador personal de sus dos hijos, Romano y Giambattista, en gimnasia artística y atletismo respectivamente. Romeo Neri se convirtió en el primer atleta de la ciudad italiana de Rímini en participar de los Juegos Olímpicos, y allí se erige el Estadio Romeo Neri, en su honor.